# Acs
Acs (en occità, en francès Ax-les-Thermes) és un municipi occità del Departament de l'Arieja, a Occitània,. Se situa als Pirineus, a la regió històrica coneguda com el País de Foix, a poca distància d'Andorra.
Acs és conegut per ser centre termal, amb la Bassa dels Lladres, una piscina d'aigua calenta que surt a 77 °C al centre de la població. També és un centre d'esports d'hivern amb l'estació Ax 3 Domaines.